# Carl Friedrich August Dohme
Carl Friedrich August Dohme (* 15. Juli 1829 in Kleinenwieden; † 17. Februar 1904 ebenda) war Bürgermeister und Abgeordneter des Provinziallandtages der preußischen Provinz Hessen-Nassau.

## Leben
Carl Dohme wurde als Sohn des Leibzüchters August Gottlieb Dohme und dessen Gemahlin Sophie Henriette Elisabeth Neelmeyeer geboren. Nach seiner Schulausbildung übernahm er die Landwirtschaft seines Vaters, betätigte sich politisch und wurde 1863 zum Vorsteher des Ortsausschusses gewählt. Bei der Bürgermeisterwahl 1871 setzte er sich im zweiten Wahlgang gegen seinen Mitbewerber Dr. Carl Oetker durch. Er wurde Mitglied des Kreistages Hameln-Pyrmont und 1877 in indirekter Wahl mit neun von zehn Stimmen in den Kurhessischen Kommunallandtag des Regierungsbezirks Kassel gewählt. Er war als Vertreter der höchstbesteuerten Grundbesitzer bis 1903  in diesem Parlament, aus dessen Mitte er zum Abgeordneten des Provinziallandtages der Provinz Hessen-Nassau bestimmt wurde.

## Auszeichnungen
- 28. Januar 1896 Kronenorden IV. Klasse